# Luis Capurro
Luis Enrique Capurro Bautista (Esmeraldas, 1 de maio de 1961) é um ex-futebolista equatoriano que jogava como lateral-esquerdo.

## Carreira em clubes
Capurro, apelidado de "El Chocolatín", jogou a maior parte de sua carreira em clubes equatorianos: começou em 1978, no Patria de Esmeraldas, passando ainda por Milagro Sporting, Filanbanco, Emelec (duas passagens), Barcelona de Guayaquil, LDU de Quito e Santa Rita, onde pendurou as chuteiras em 2003, aos 42 anos.
Fora do Equador, Capurro defendeu Cerro Porteño (Paraguai) e Racing Club (Argentina). Atualmente vive em Nova Iorque, onde chegou a atuar pelo Cosmos Fútbol Club, equipe formada por imigrantes equatorianos.

## Seleção Equatoriana
Pela Seleção Equatoriana de Futebol, Capurro realizou 100 partidas entre 1985 e 2003, marcando um único gol. Jogou seis edições da Copa América (1987, 1989, 1991, 1993, 1995 e 1997), esta última já aos 36 anos), porém não chegou a disputar uma Copa do Mundo - o Equador não se classificou em 1986, 1990, 1994 e 1998 e o lateral não foi convocado em 2002, embora tivesse atuado em 3 partidas das eliminatórias sul-americanas (todas em 2000), além de um amistoso contra a Guatemala, em janeiro do mesmo ano.
Para oficializar sua despedida como jogador, foi promovido um amistoso entre Equador e Estônia, que tornou-se o seu centésimo (e último) jogo na carreira, em fevereiro de 2003.

## Títulos
Emelec
- Campeonato Equatoriano: 1993, 1994

Barcelona de Guayaquil
- Campeonato Equatoriano: 1997

LDU de Quito
- Campeonato Equatoriano: 1999

Seleção Equatoriana
- Korea Cup: 1995